# 星期天塗料
星期天塗料股份有限公司，簡稱星期天塗料股份，以及星期天塗料，別名新地塗料（英語：SUNDAY PAINT CO.,LTD.），在1966年，由大日本塗料股份有限公司分拆為旗下公司，現時業務主要在家庭用的塗料產品製造和銷售。
總部位於大阪府大阪市此花区西九条6-1-124，總裁為妹尾讓。其主要應用水性塗料，以DIY為主要自動工作。

## 連結
- SundayPaint.co.jp （页面存档备份，存于）